# Nóvgorod-Síverski
Nóvgorod-Síverski (en ucraniano: Новгород-Сіверський, romanizado: Nóvhorod-Síversky; en ruso: Новгород-Северский, romanizado: Nóvgorod-Séverski) es una ciudad histórica del óblast de Chernígov de Ucrania. Es la capital de la región histórica de Severia. Es el centro administrativo del raión homónimo, y está situada a orillas del río Desná. A 330 km de Kiev y a 45 km al sur de la frontera rusa. En 2021 tenía una población de 12 647 habitantes.

## Historia
La primera mención en las crónicas de la ciudad es de 1044. Desde 1098, era capital del Principado de Nóvgorod-Síverski, que sirvió como una zona de amortiguación contra las incursiones de los cumanos (pólovtsy) y otros pueblos de la estepa. Una de las numerosas campañas de los príncipes locales contra los cumanos dio lugar a la gran obra de la literatura oriental eslava, el Cantar de las huestes de Ígor.
Después de la destrucción de la ciudad por los mongoles en 1239, el Principado de Nóvgorod-Síverski pasó a los príncipes de Briansk y posteriormente al Gran Ducado de Lituania. Fue gobernada por Dymitr Korybut (Kaributas), hijo de Algirdas. Moscovia obtuvo el control de la región tras la batalla del río Vedrosha en 1503, pero tuvo que devolvérsela a la Mancomunidad de Polonia-Lituania al darse el Período Tumultuoso. La localidad finalmente pasó a manos del Zarato moscovita tras la guerra ruso-polaca de 1654-1667. Fue nombrada capital de un naméstnichestvo o virreinato separado entre 1782 y 1797. A partir de aquí su influencia fue declinando. Con la disolución de la Unión Soviética pasó de ser parte de la RSS de Ucrania a formar parte de Ucrania independiente.

## Demografía
| 15 377                    | 15 175 | 14 608 | 14 371 |
| (Fuente: World Gazetteer) |        |        |        |

## Arquitectura
El principal punto de interés de la ciudad es la antigua residencia del metropolitano de Chernígov, el monasterio de la Transfiguración del Salvador. Está compuesta por una magnífica catedral neoclásica construida entre 1791 y 1796 acorde a diseños de Giacomo Quarenghi, murallas de piedra del siglo XVII, y otras dependencias eclesiásticas construidas en el siglo XVI. Otros puntos de interés son la catedral de la Asunción en estilo barroco cosaco, un arco de triunfo de 1787, y la iglesia de madera de San Nicolás, de 1760.

## Galería

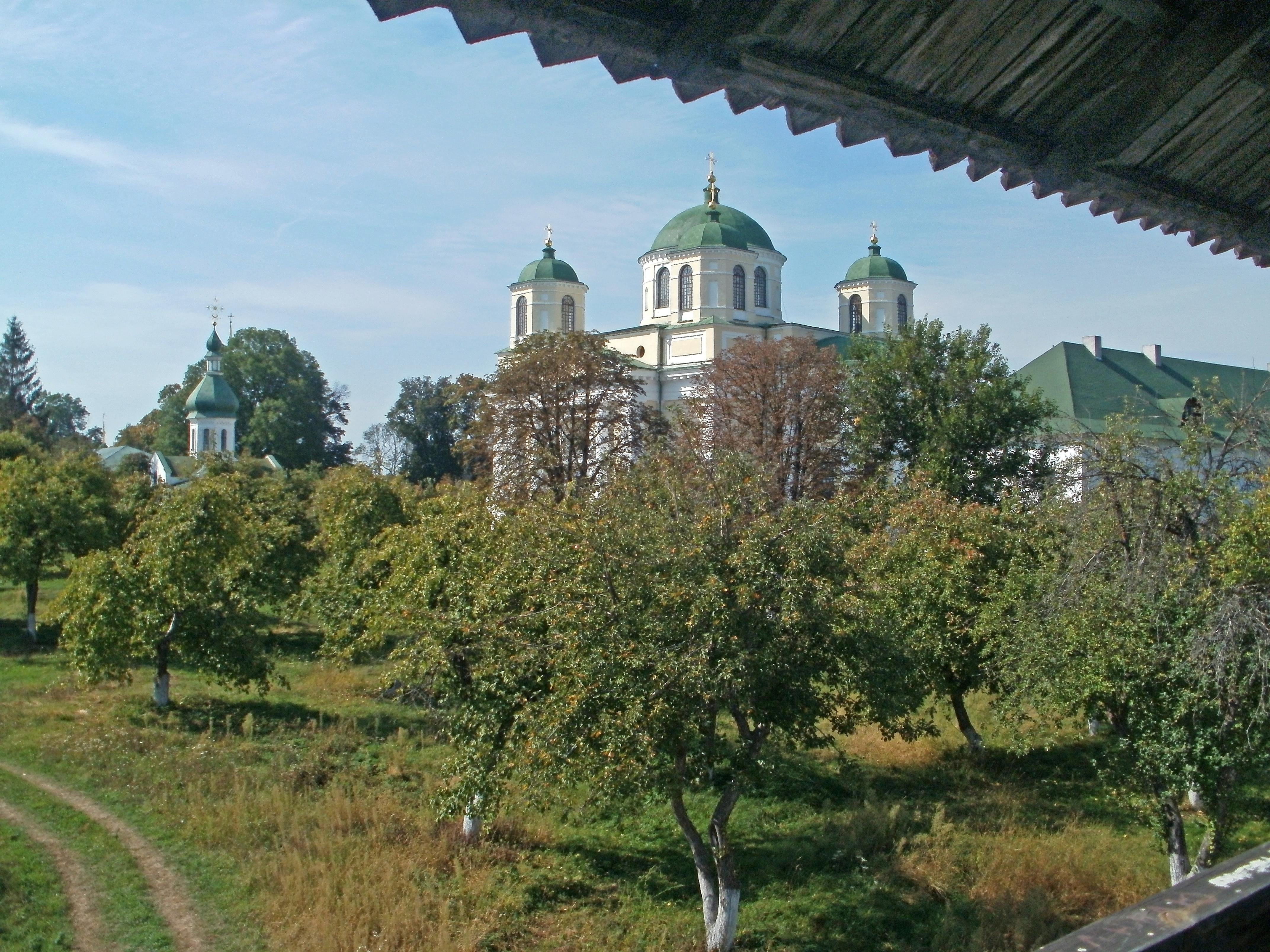
Monasterio del Salvador y la Transfiguración. Vista desde las murallas del monasterio
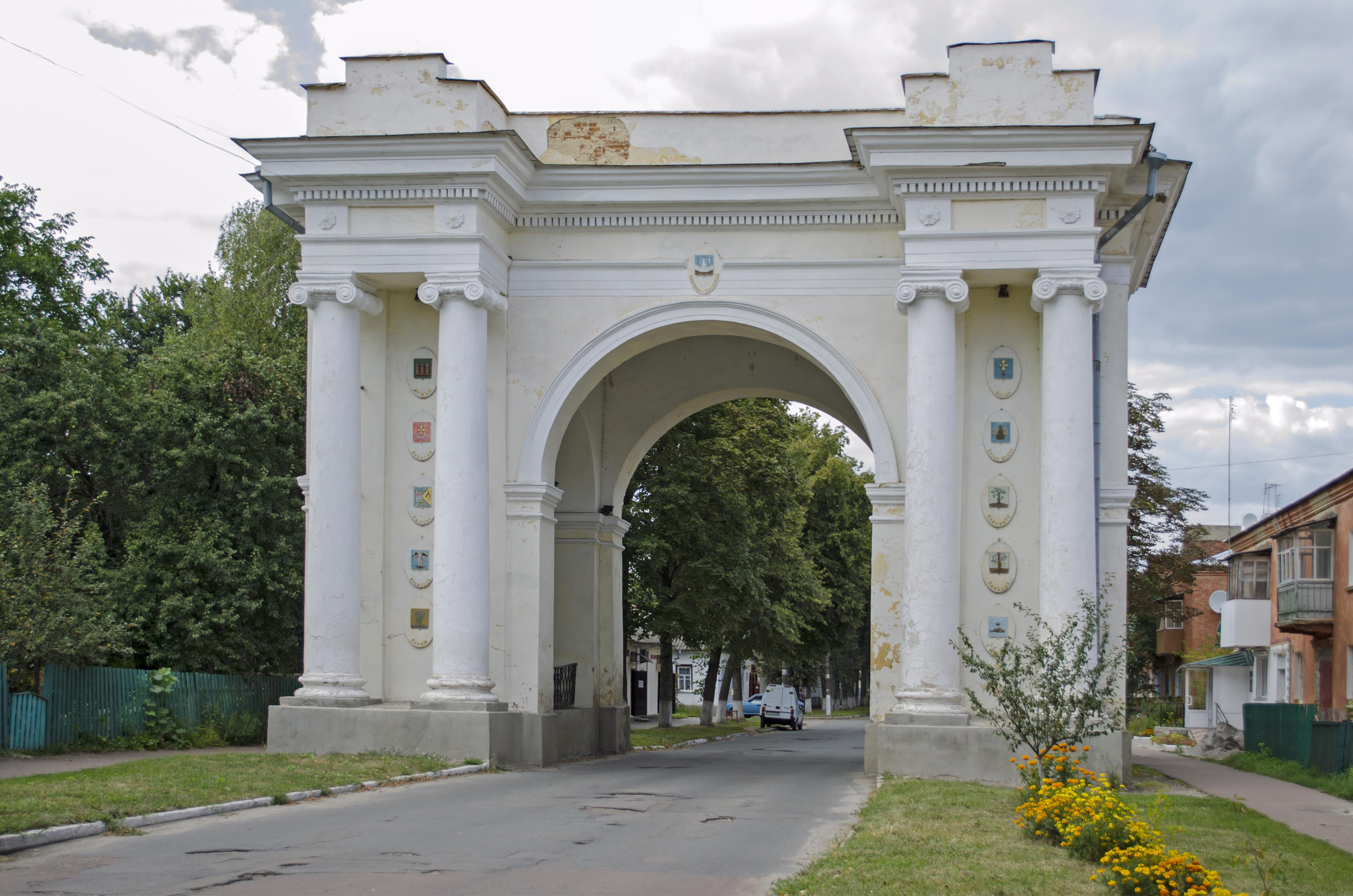
Puerta triunfal
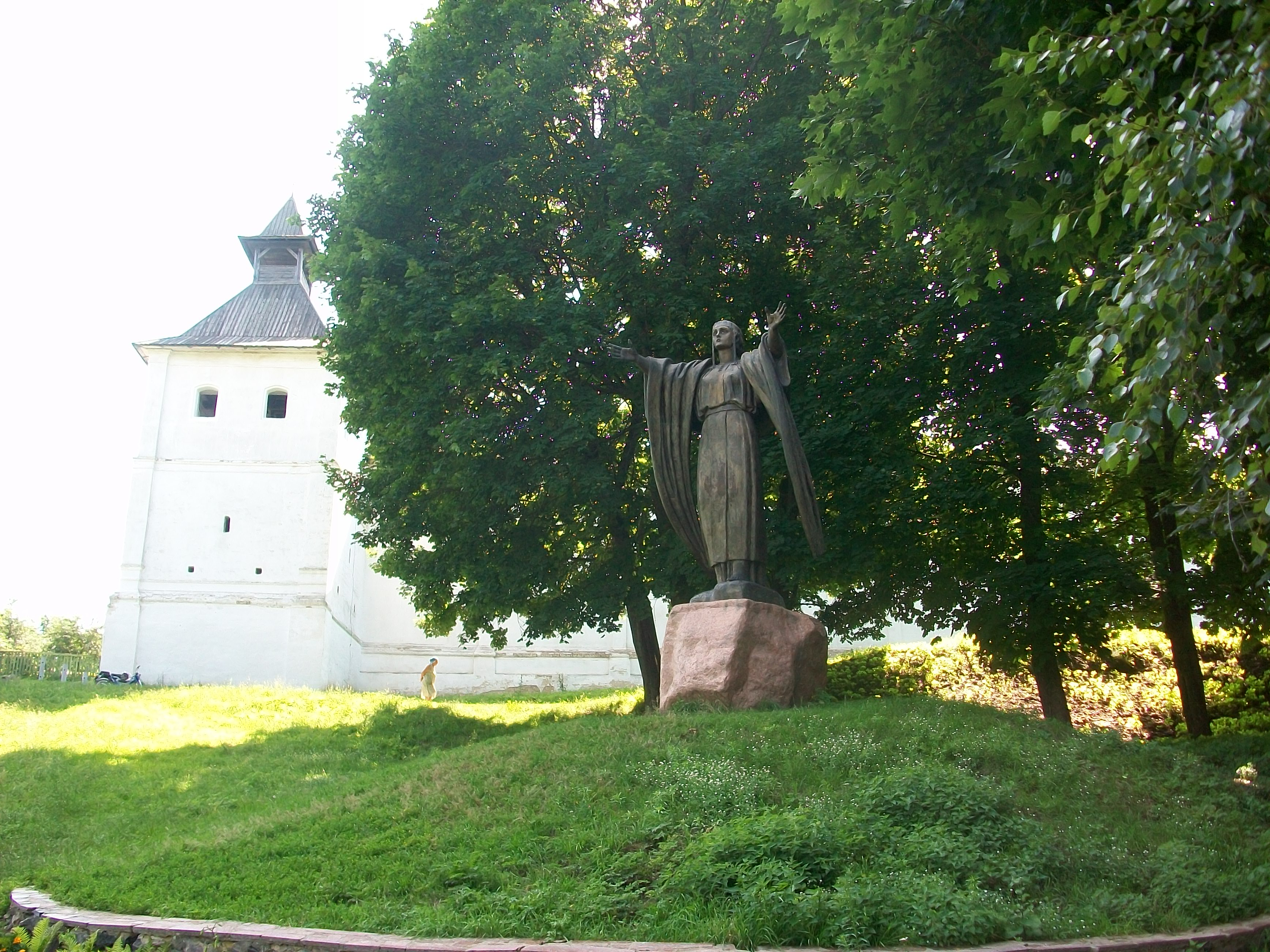
Monumento a Yaroslavna (hija de Yaroslav Osmomisl) con la ciudadela de la ciudad al fondo
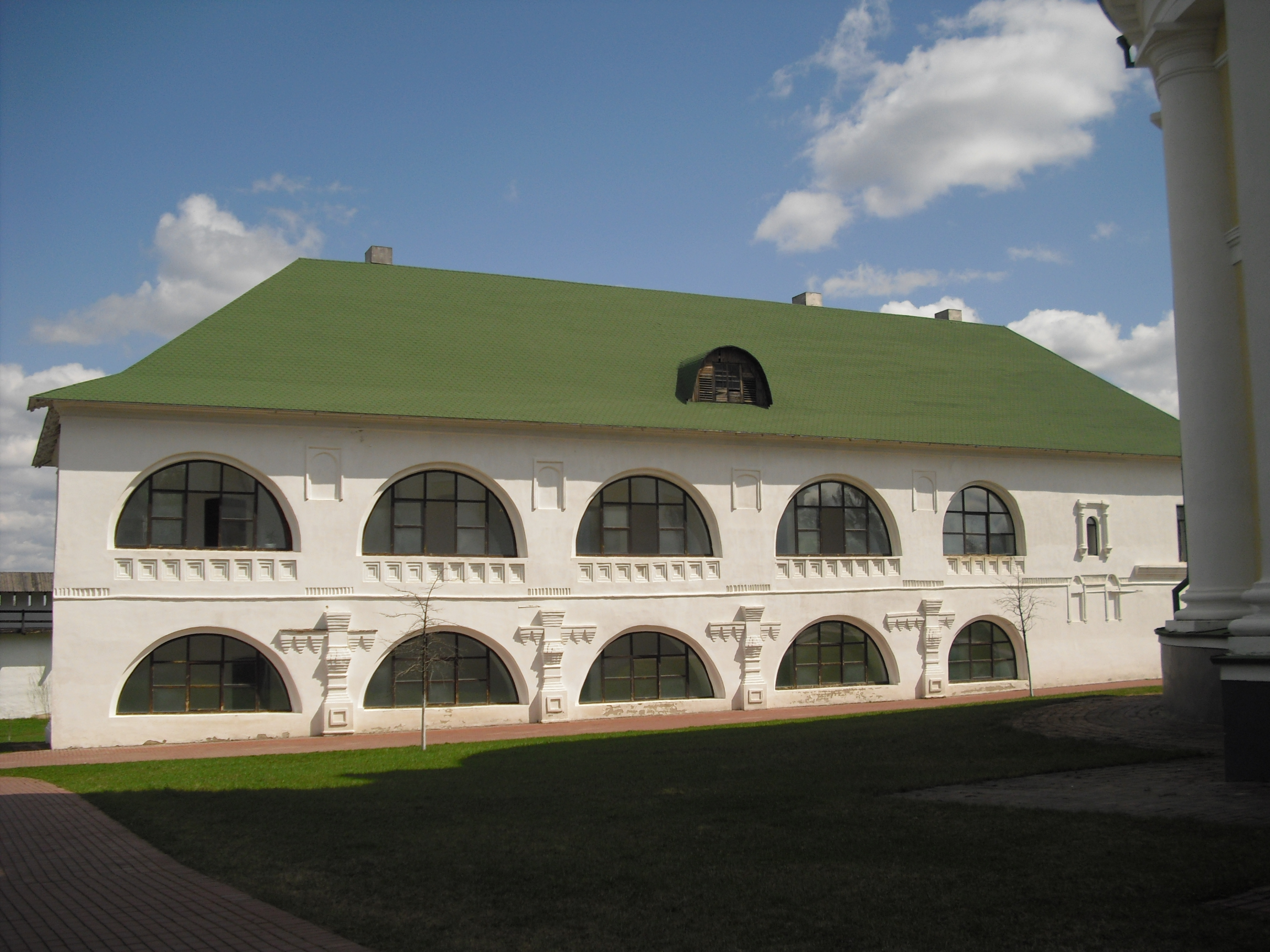
Un antiguo edificio del seminario.
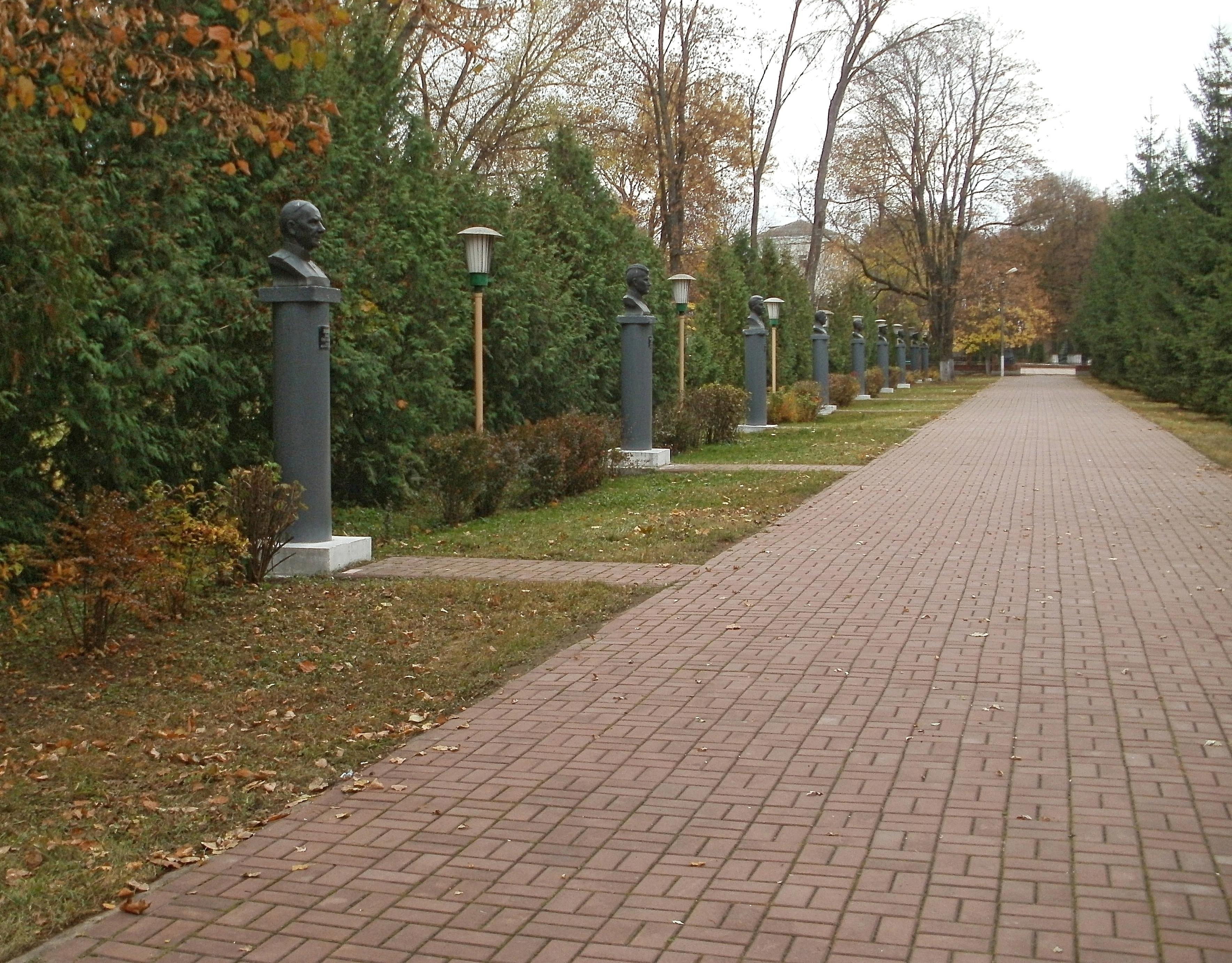
Avenida de los Héroes
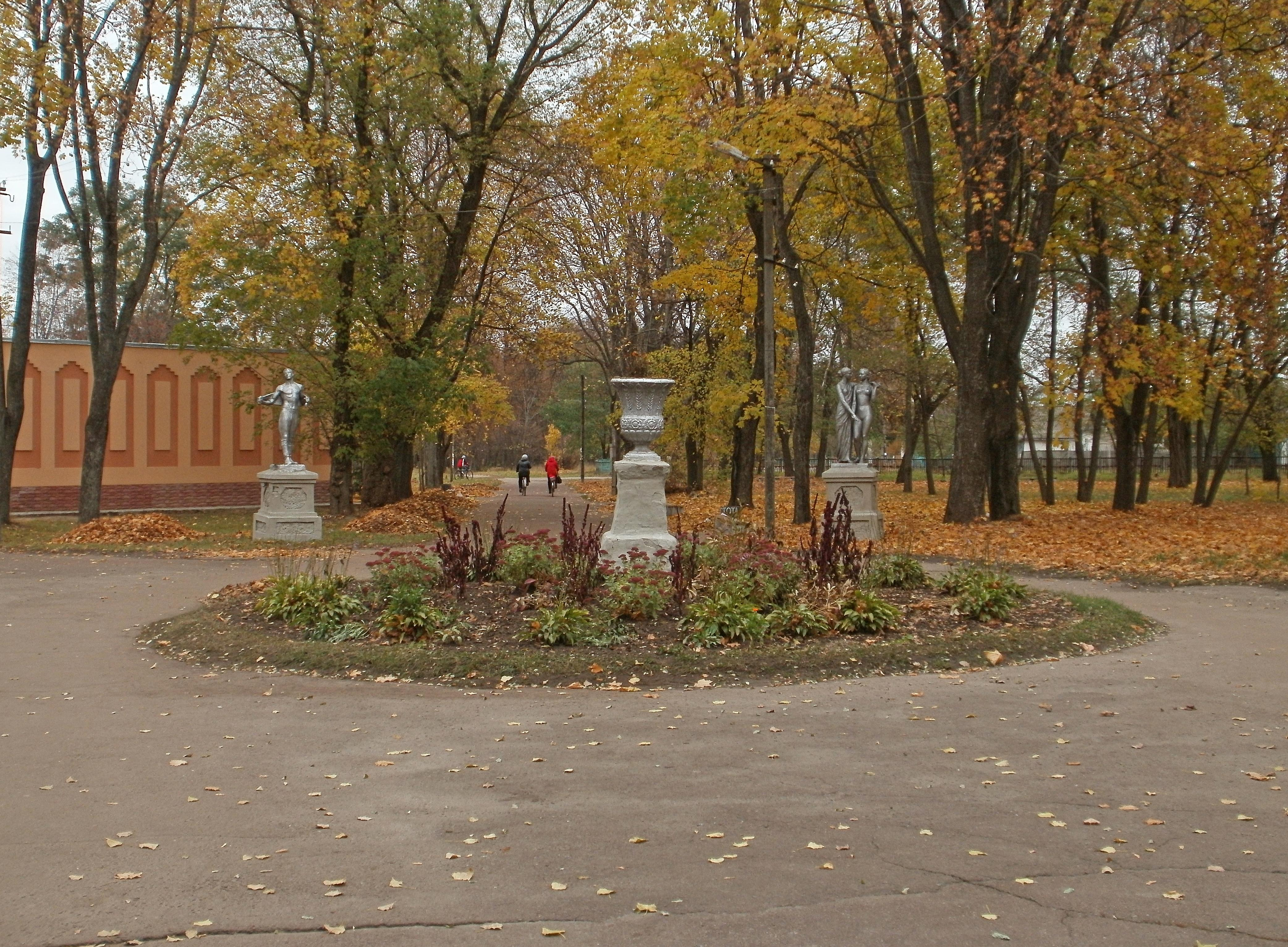
El parque de Tarás Shevchenko
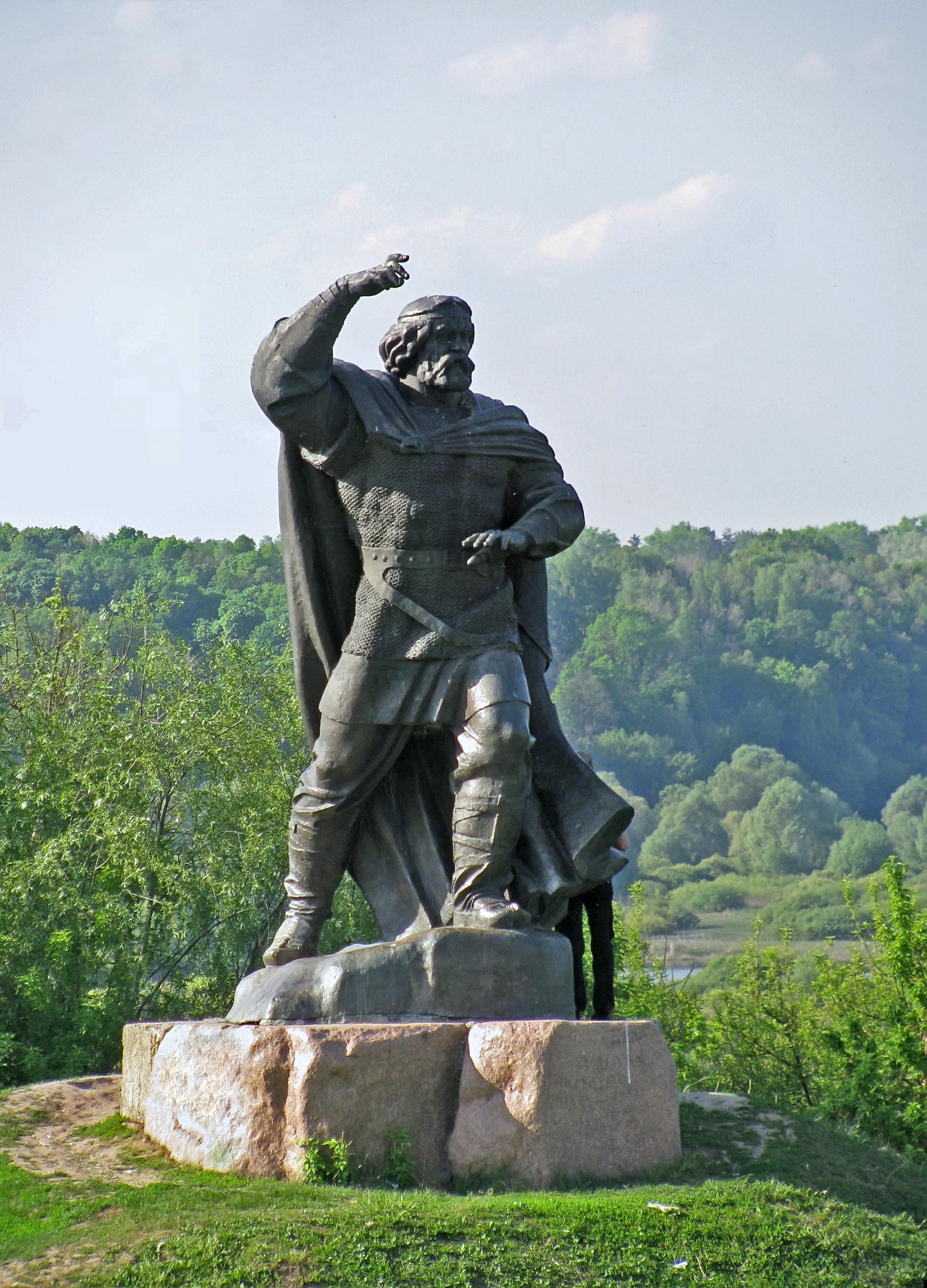
Monumento a Boyán